# Hunters Stone
Der Hunters Stone ist ein etwa 2,0 m hoher, vermutlich mittelalterlicher Orientierungsstein aus Sandstein mit einem unregelmäßig quadratischen Querschnitt. Er steht an einer Nebenstraße im Coverdale etwa 4,8 km von Kettlewell und 4,0 km von Woodale in North Yorkshire in England.
Die Stele markiert eine früher wichtige Route für Mönche, Viehtreiber und Jäger, die im nahen Wald Rehe jagten.
Auf einer Seite ist ein kleines Kreuz ist eingeschnitten.

## Legende
Eine lokale Legende erzählt, dass sich der Stein dreht, wenn die Uhr in Hunter’s Hall, (heute Coverhead Farm) zwölf Uhr schlägt.